# Gorgonum Chaos
Gorgonum Chaos est un ensemble de canyons dans le quadrangle de Phaethontis de Mars. Il est situé à (37,5°S, 170,9°O). Son nom vient d'une formation d'albédo à 24S, 154W. Certains des premiers ravines sur Mars ont été découvertes dans le Gorgonum Chaos. Il est supposé que la formation contenait autrefois un lac. Les autres caractéristiques à proximité sont Sirenum Fossae (en), Maadim Vallis, Ariadnes Colles et Atlantis Chaos. Certaines des surfaces de la région sont formées à partir des dépôts Electris (en). 

## Ravines

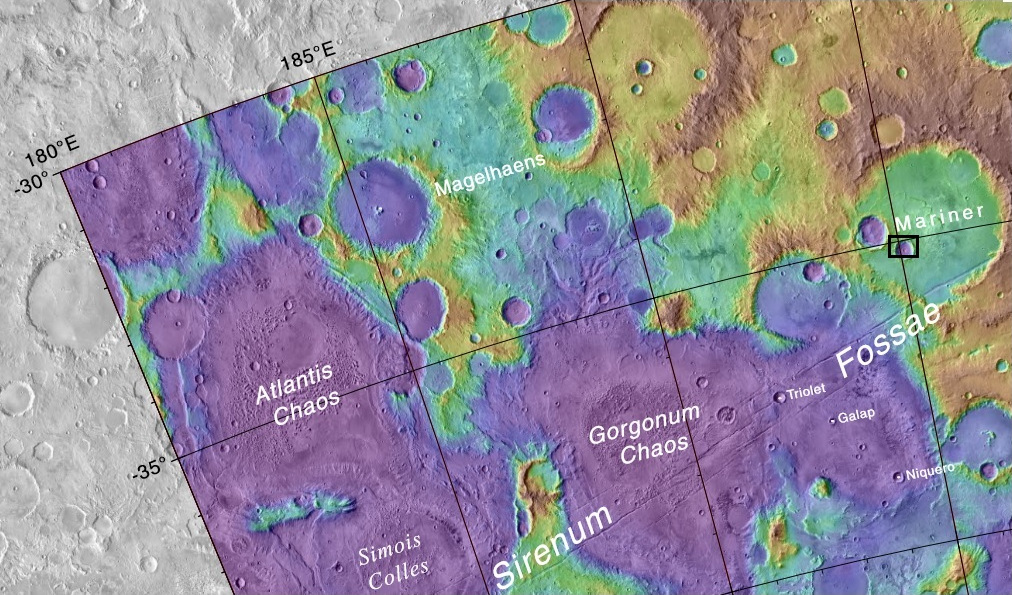
Carte montrant la position relative de Gorgonum Chaos.

Les ravines sur Mars (en) peuvent être dues à des courants d'eau récents. Beaucoup sont présents dans le Gorgonum Chaos,.Les ravines se produisent sur les pentes raides, en particulier les cratères. On pense que les ravines sont relativement jeunes parce qu'elles ont peu de cratères, voire aucun, et qu'elles reposent au sommet de dunes de sable qui sont jeunes. Habituellement, chaque ravine a une alcôve, un canal et un tablier. Bien que de nombreuses hypothèses aient été avancées pour les expliquer, les plus courantes avancent une eau liquide provenant soit d'un aquifère, soit des restes d'anciens glaciers. 

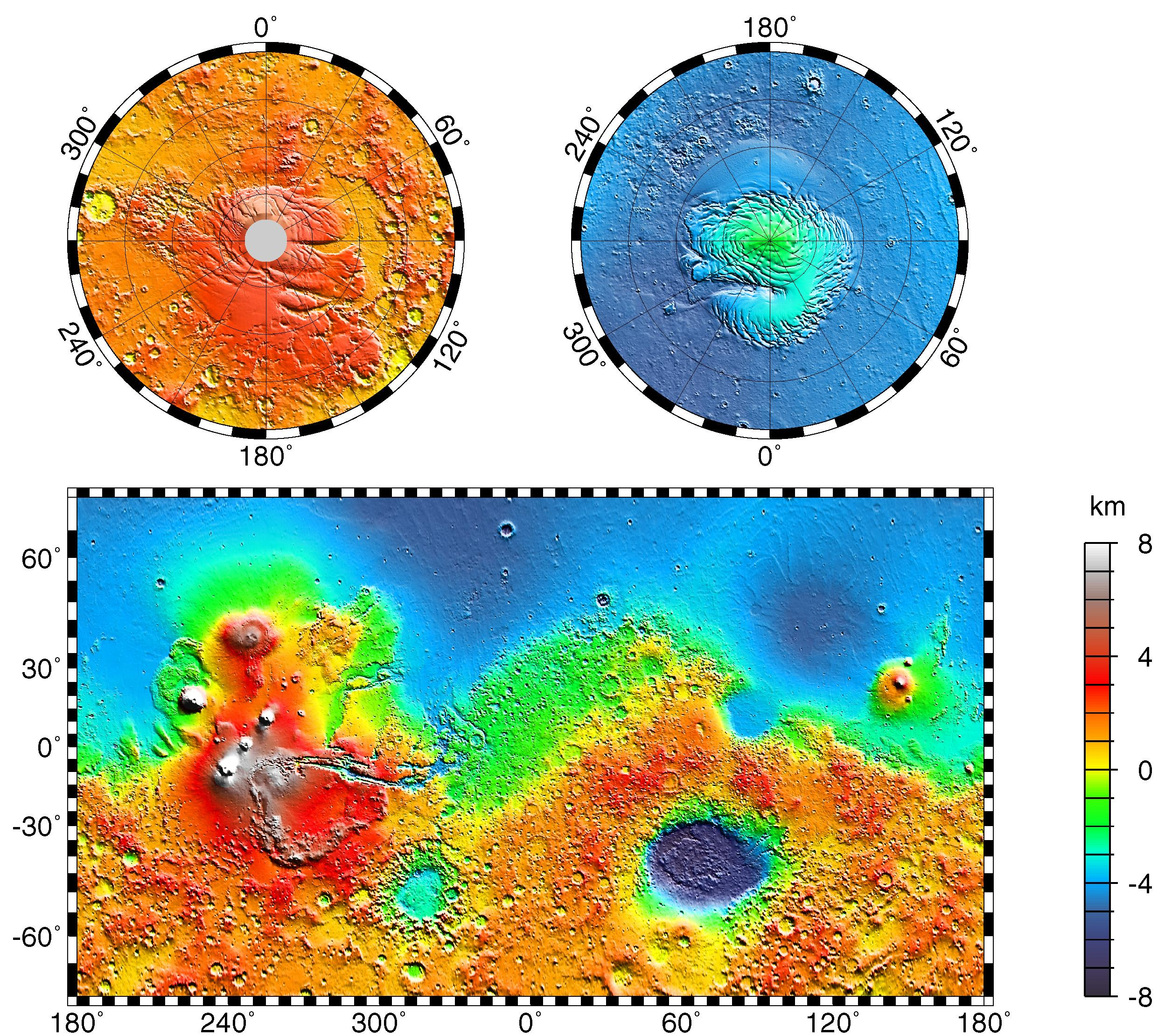
Carte topographique, les pics volcaniques étant en blanc en raison de leur grande hauteur. Près de l'équateur, trois volcans pointent au sud vers le quadrangle de Phaethontis et trois grands cratères - une zone contenant de nombreux ravines.

Il existe des preuves pour les deux théories. La plupart des têtes d'alcôve de ravines se trouvent au même niveau, comme on pourrait s'y attendre avec de l'eau provenant d'un aquifère. Diverses mesures et calculs montrent que de l'eau liquide pourrait exister dans un aquifère aux profondeurs habituelles où commencent les ravines. Une variante de ce modèle est que la montée du magma chaud aurait pu faire fondre la glace dans le sol et provoquer l'écoulement de l'eau dans les aquifères. Les aquifères seraient placés au-dessus d'une autre couche imperméable qui empêcherait l'eau de descendre. Ainsi, la seule direction dans laquelle l'eau emprisonnée peut s'écouler est horizontalement : elle s'écoulerait  alors sur la surface lorsqu'elle atteint un point de rupture, comme une paroi de cratère. Les aquifères sont assez communs sur Terre, comme le "Weeping Rock" du Parc national de Zion. 

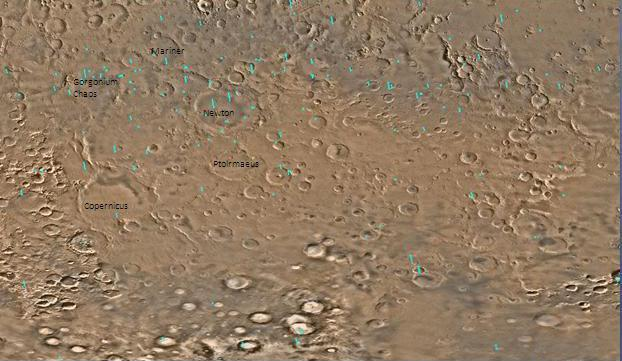
Carte légendée des cratères du quadrangle de Phaethontis.

D'autre part, une grande partie de la surface de Mars est recouverte d'un épais manteau lisse que l'on pense être un mélange de glace et de poussière. Ce manteau de quelques mètres d'épaisseur est lisse mais, par endroits, il prend texture bosselée similaire à la surface d'un ballon de basket-ball. Dans certaines conditions, la glace pourrait alors fondre et couler le long des pentes pour créer des ravines. Parce qu'il y a peu de cratères sur ce manteau, le manteau est relativement jeune.  
Les changements dans l'orbite et l'inclinaison de l'axe de Mars provoquent des changements significatifs dans la distribution de la glace d'eau au niveau des régions polaires. Pendant certaines périodes climatiques, la glace devient de la vapeur d'eau et pénètre dans l'atmosphère. L'eau revient alors au sol aux basses latitudes sous forme de dépôts de gel ou de neige mélangés à de la poussière car l'atmosphère de Mars en contient beaucoup. La vapeur d'eau se condense alors sur les particules, puis tombe au sol en raison du poids supplémentaire du revêtement d'eau. Finalement, lorsque la glace au sommet de la couche retourne dans l'atmosphère, elle laisse de la poussière qui isole la glace restante.